# Кантрина (Бреша)
Кантрина је насеље у Италији у округу Бреша, региону Ломбардија.
Према процени из 2011. у насељу је живело 113 становника. Насеље се налази на надморској висини од 199 м.